# Pour le piano
Pour le piano („Für das Klavier“) ist eine Suite für Klavier solo von Claude Debussy, bestehend aus drei unabhängig voneinander komponierten Sätzen: Prélude, Sarabande, Toccata, die von Debussy zu diesem Gesamtzyklus zusammengefasst wurden.
Das Werk wurde im Jahre 1901 fertiggestellt und veröffentlicht, seine Uraufführung war am 11. Januar 1902 im Salle Érard in Paris mit dem Pianisten Ricardo Viñes.
Vom 2. Satz existiert eine Orchesterfassung von Maurice Ravel.
Pour le piano wird vielfach als Debussys erste „reife“ Komposition betrachtet, von diesem beliebten Werk existieren zahlreiche Aufnahmen verschiedener Interpreten.
Der Verlag Bärenreiter veröffentlichte 2018 eine kritische Ausgabe anlässlich des 100. Todestages von Debussy.

## Entstehung
Claude Debussy komponierte die drei Sätze zu unterschiedlichen Zeiten:
Der zweite Satz, eine Sarabande, datiert auf den Winter 1894 und gehörte ursprünglich zu den „Images oubliées“, gewidmet Yvonne Lerolle, der Tochter von Henry Lerolle. Debussy komponierte während der 1890er Jahre wenig Klaviermusik und konzentrierte sich stattdessen auf Oper und Orchestermusik. Schließlich jedoch stellte er die Suite 1901 fertig, indem er die Sarabande abschließend erneut bearbeitete. Diese überarbeitete Fassung, wie auch den Dritten Satz, die Toccata, widmete er Yvonne Lerolle (später: E. Rouart).
Die Suite wurde durch Eugène Fromont im Jahre 1901 veröffentlicht. Ihre Uraufführung erfuhr sie am 11. Januar 1902 im Salle Érard in Paris bei einem Konzert der Société Nationale de Musique mit dem Pianisten Ricardo Viñes, der über seinen Freund Maurice Ravel Kenntnis von der Suite erlangte. Die Fertigstellung und Veröffentlichung dieses Werkes stellt einen Wendepunkt in Debussys kreativem Schaffen dar, der sich anschließend vertiefter dem Schreiben von Klavierwerken widmete. Anlässlich des 100. Todestages von Debussy veröffentlichte der Verlag Bärenreiter im Jahre 2018 eine kritische Ausgabe der Klaviermusik Debussys, welche auch Pour le piano umfasste.

## Die Sätze
Der erste Satz, Prélude, ist überschrieben mit „Assez animé et très rythmé“, also etwa „Ziemlich lebhaft und sehr rhythmisch“. Er war Debussys Schülerin Worms de Romilly gewidmet; diese bemerkte über den Satz, dass er die Klänge und Musik der Insel Java wiedergebe. Die Pianistin Angela Hewitt bemerkt: Das Prélude beginnt mit einem Thema im Bass, gefolgt von einer langen Passage mit gehaltenen Pedalklängen. Das Thema wird mit lauten Fortissimo-Akkorden wiederholt, zusammen mit Glissandi, die Debussy assoziierte mit „d’Artagnan, der sein Schwert zieht“. Im mittleren Teil hält die linke Hand einen A-Dur-Akkord, dem die rechte Farben hinzufügt. Der Schluss, „Tempo di cadenza“, besteht erneut aus Glissando-Figuren.
Der zweite Satz, die Sarabande, ist überschrieben mit „Avec une élégance grave et lente“, was sich etwa übersetzen lässt mit „mit langsamer und feierlicher Eleganz“. Debussy sagte, es solle sein wie ein „altes Portrait im Louvre“. Émile Vuillermoz beschrieb Debussys Spiel dieses Satzes als „mit der leichten Einfachheit eines guten Tänzers aus dem 16. Jahrhundert“. Hewitt nennt es antik und gleichzeitig modern. Der Satz wird als inniges Klavierwerk geschätzt, mit Affinität zu Erik Satie, wie z. B. seinen drei Tänzen von 1887, die ebenfalls „Sarabande“ heißen.
Der dritte und letzte Satz, die Toccata, ist überschrieben mit „Vif“ (lebhaft). Er wird beschrieben als „wohlbalanciert und energisch, extrovertiert und zugleich anmutig“ und zeige Einflüsse von Domenico Scarlattis Sonaten. Hewitt bemerkt über das virtuos geschriebene Stück, dass Geschwindigkeit nicht Debussys Ziel war, sondern Klarheit und Präzision.

## Aufnahmen
(Auswahl):
- Emil Gilels
- Walter Gieseking (1953)
- Friedrich Gulda (1958)
- Claudio Arrau (1959)
- Mikhail Pletnev (1987)
- Bruno Canino (1996)
- Jörg Demus (1999)
- Michel Béroff